# Claus Mosler
Nikolaus Gerhard „Claus“ Mosler (* 2. Juli 1913 in Köln; † 13. Januar 1999 ebenda) war ein deutscher Bankier, Unternehmer, Immobilienmakler und hoher Ehrenamtler verschiedener Gesellschaften.

## Herkunft
Claus Mosler war Nachkomme zweier angesehener Kölner Familien des 19. Jahrhunderts. Sein Großvater, der Königlich Preußische Hofkonditor Anton Mosler (1834–1888) betrieb in dritter Generation in Köln eine Konditorei. Er hatte 1861 Anna Pallenberg (1836–1894) geheiratet, eine Tochter des Begründers der Möbelfabrik Heinrich Pallenberg, Johann Heinrich Pallenberg (1802–1884). Sein Vater Gerhard Mosler (1867–1949) wurde an der Seite von dessen Onkel Jakob Pallenberg (1831–1900) Fabrikant in der deutschlandweit tätigen Firma für Innenausstattungen, die ebenfalls als Königlich Preußischer Hoflieferant firmierte. Als zu Beginn des 20. Jahrhunderts die Angehörigen der Familie Pallenberg ihre Unternehmensanteile veräußerten, zog sich auch Gerhard Mosler aus dem Geschäftsleben zurück. Einer seiner Brüder war der Kunstmaler Heinrich Mosler-Pallenberg (1863–1893), über den Claus Mosler 1994 eine Publikation mitherausgab. Der in Rom tätige Maler und Bildhauer Franz Pallenberg (1873–1949), ein Schwiegersohn von Arnold Böcklin, war ein Vetter seines Vaters. Verheiratet war Claus Mosler mit Ursula Mosler, geb. Freudenberg (1923–1998).

## Werdegang
Nach dem Besuch des Gymnasiums und einer kaufmännischen Ausbildung war Claus Mosler zunächst langjähriger Mitarbeiter des Privatbankhauses Sal. Oppenheim in Köln, bevor er mit Neuerrichtung des Hauses I. D. Herstatt (1955) zu diesem übertrat und zu einem der Direktoren ernannt wurde. Bereits 1971 schied er bei Herstatt aus und war in der Folge bis 1983 Inhaber der von Albert Wolter begründeten Unternehmung, der „Albert Wolter Immobilien KG“, die er als persönlich haftender Gesellschafter über die von ihm 1971 zu diesem Zweck errichtete „Albert Wolter Verwaltungs-Gesellschaft mbH“ kontrollierte.

## Ehrenämter
Claus Mosler nahm zahlreiche ehrenamtliche Aufgaben wahr. Als Mitbegründer der Overstolzengesellschaft war er seit ihrem Beginn 1963 deren Schatzmeister. Die Gesellschaft hat sich der Förderung des Museums für Angewandte Kunst verschrieben, zu dessen namhaften Stiftern bereits sein Großonkel Jakob Pallenberg gehörte. Ferner führte Mosler von 1988 bis 1996 den Vorsitz der Friedrich-Carl-Heimann-Gesellschaft und war von 1947 bis 1986 Schatzkanzler und Familiar des Laienzweiges des Deutschen Ordens. Weiter war Claus Mosler Schatzmeister des Vereins der Freunde und Förderer der katholischen Universität in Córdoba (Argentinien), die ihm 1990 die Ehrendoktorwürde antrug, sowie des Bundes Katholischer Unternehmer. In Köln nahm er zudem den Vorsitz des „Fördervereins Kölner Denkmalpflege“ wahr und gehörte zum Kreis der Stifter des Kölnischen Stadtmuseums. Im Jahr 2001 wurden die von Claus Mosler gesammelten Unterlagen zur Geschichte der Familie Pallenberg an die Stiftung Rheinisch-Westfälisches Wirtschaftsarchiv (RWWA) übergeben.

## Ehrungen
- 1990 Ehrendoktorwürde (h. c.) der Universität Córdoba, auf Grund seiner Verdienste als Schatzmeister des Bundes Katholischer Unternehmer um die dortige Hochschule.
- 1998 Rheinlandtaler des Landschaftsverbandes Rheinland
- 1998 Bundesverdienstkreuz am Bande

## Schriften
- Das Regiment “Hoch- und Deutschmeister”. In: Jubiläums-Festschrift 800 Jahre Deutscher Orden 1190-1990. Deutsches-Museum e.V. (= Jahrbuch Nr. 1) Bad Mergentheim 1990.
- mit Pauline Gräfin Spee: Heinrich Mosler-Pallenberg. 1863 Köln–Wien 1893. Ein Kölner Maler des Fin de siècle. Grafischer Betrieb der Fränkischen Nachrichten, Tauberbischofsheim 1994.